# Río de la Llosa
El río de la Llosa es un curso de agua del noreste de la península ibérica, afluente del Segre. Discurre por la provincia española de Lérida.

## Historia
Discurre por la provincia de Lérida. Nace en los Pirineos, a partir de la unión de dos arroyos. Fluye en dirección sur, pasando por los alrededores de localidades como Lles y Coborriu de la Llosa, hasta desembocar en el río Segre en Martinet. Aparece descrito en el décimo volumen del Diccionario geográfico-estadístico-histórico de España y sus posesiones de Ultramar de Pascual Madoz de la siguiente manera: 

LLOSA: riach. de la prov. de Lérida, part. jud. de Seo de Urgel; tiene su nacimiento uno de sus brazos en los Pirineos de Andorra, y otro en los de Francia, que caminan separados hasta reunirse 1 1/2 leg. después de su origen, pasando por los térm. de Lles y Coborriu de Llosa; su curso es de N. á S., y desagua en el Segre, próximo al pueblo de  Martinet, que divide en dos partes: desde el punto donde se juntan los dos riach. que le componen, podía calcularse su Iráusito en 2 1/2 leg., y 7 desde su origen hasta su desagüe, regando en él algunos prados y campos; da movimiento á 3 molinos harineros; cria abundantes truchas.
(Madoz, 1847, p. 509)

Las aguas del río, perteneciente a la cuenca hidrográfica del Ebro, acaban vertidas en el mar Mediterráneo.